# Cerodontha fujianica
Cerodontha fujianica är en tvåvingeart som beskrevs av Chen och Wang 2003. Cerodontha fujianica ingår i släktet Cerodontha och familjen minerarflugor. Inga underarter finns listade i Catalogue of Life.